# Palantine
Palantine település Franciaországban, Doubs megyében. Lakosainak száma 59 fő (2022. január 1.). Palantine Charnay, Cessey, Courcelles, Goux-sous-Landet, Lavans-Quingey és Rouhe községekkel határos.

## Népesség
A település népességének változása:
| Lakosok száma | 33   | 38   | 40   | 33   | 58   | 64   | 72   | 78   | 72   | 59   |
|               | 1968 | 1982 | 1990 | 2006 | 2013 | 2015 | 2017 | 2019 | 2020 | 2022 |